# Natação no Campeonato Europeu de Esportes Aquáticos de 2021 - 1500 m livre masculino
A prova dos 1500 metros livre masculino da natação no Campeonato Europeu de Esportes Aquáticos de 2021 ocorreu nos dias 18 e 19 de maio na Arena Danúbio, em Budapeste na Hungria. 

## Calendário
| Fase          | Data       | Hora  |
| ------------- | ---------- | ----- |
| Eliminatórias | 18 de maio | 11:21 |
| Final         | 19 de maio | 18:00 |

Todos os horários estão no horário local (UTC+1)

## Recordes
Antes desta competição, os recordes eram os seguintes:
|                       | Nadador              | Tempo    | Local   | Data                 |
| --------------------- | -------------------- | -------- | ------- | -------------------- |
| Recorde mundial       | Sun Yang             | 14:31.02 | Londres | 4 de agosto de 2012  |
| Recorde europeu       | Gregorio Paltrinieri | 14:33.10 | Roma    | 13 de agosto de 2020 |
| Recorde do campeonato | Gregorio Paltrinieri | 14:34.04 | Londres | 18 de maio de 2016   |

## Medalhistas
| Ouro                     | Prata                      | Bronze                  |
| Mykhailo Romanchuk (UKR) | Gregorio Paltrinieri (ITA) | Domenico Acerenza (ITA) |

## Resultados

### Eliminatórias
Esses foram os resultados das eliminatórias. 
| Pos. | Bateria | Raia | Nadador                 | Nacionalidade | Tempo    | Notas |
| ---- | ------- | ---- | ----------------------- | ------------- | -------- | ----- |
| 1    | 2       | 4    | Mykhailo Romanchuk      | Ucrânia       | 14:52.07 | Q     |
| 2    | 2       | 7    | Damien Joly             | França        | 14:56.09 | Q     |
| 3    | 2       | 6    | Domenico Acerenza       | Itália        | 14:59.47 | Q     |
| 4    | 3       | 2    | Ákos Kalmár             | Hungria       | 15:02.97 | Q     |
| 5    | 3       | 3    | Daniel Jervis           | Reino Unido   | 15:07.54 | Q     |
| 6    | 2       | 5    | Henrik Christiansen     | Noruega       | 15:08.28 | Q     |
| 7    | 3       | 4    | Gregorio Paltrinieri    | Itália        | 15:08.84 | Q     |
| 8    | 3       | 1    | Aleksandr Egorov        | Rússia        | 15:09.95 | Q     |
| 9    | 2       | 2    | Serhiy Frolov           | Ucrânia       | 15:10.41 |       |
| 10   | 3       | 9    | Yiğit Aslan             | Turquia       | 15:14.80 |       |
| 11   | 2       | 1    | Ilya Druzhinin          | Rússia        | 15:16.47 |       |
| 12   | 2       | 0    | Dávid Betlehem          | Hungria       | 15:18.18 |       |
| 13   | 3       | 8    | Gergely Gyurta          | Hungria       | 15:18.85 |       |
| 14   | 3       | 6    | Jan Micka               | Chéquia       | 15:28.10 |       |
| 15   | 3       | 7    | Marc-Antoine Olivier    | França        | 15:30.04 |       |
| 16   | 2       | 9    | Alejandro Puebla        | Espanha       | 15:30.35 |       |
| 17   | 1       | 4    | Márk Kovacsics          | Hungria       | 15:35.95 |       |
| 18   | 3       | 5    | David Aubry             | França        | 15:36.51 |       |
| 19   | 3       | 0    | Vuk Čelić               | Sérvia        | 15:37.16 |       |
| 20   | 2       | 3    | Alexander Asla Nørgaard | Dinamarca     | 15:39.39 |       |
| 21   | 1       | 5    | Bar Soloveychik         | Israel        | 15:40.53 |       |
| 22   | 2       | 8    | Dimitrios Negris        | Grécia        | 15:46.78 |       |
| 23   | 1       | 3    | Loris Bianchi           | San Marino    | 16:14.61 |       |
| 24   | 1       | 6    | Théo Druenne            | Mónaco        | 16:37.80 |       |

### Final
Esse foi o resultado da final. 
| Pos.              | Raia | Nadador              | Nacionalidade | Tempo    | Notas |
| ----------------- | ---- | -------------------- | ------------- | -------- | ----- |
| Medalha de ouro   | 4    | Mykhailo Romanchuk   | Ucrânia       | 14:39.89 |       |
| Medalha de prata  | 1    | Gregorio Paltrinieri | Itália        | 14:42.91 |       |
| Medalha de bronze | 3    | Domenico Acerenza    | Itália        | 14:54.36 |       |
| 4                 | 5    | Damien Joly          | França        | 14:56.38 |       |
| 5                 | 2    | Daniel Jervis        | Reino Unido   | 14:58.42 |       |
| 6                 | 6    | Ákos Kalmár          | Hungria       | 15:04.61 |       |
| 7                 | 7    | Henrik Christiansen  | Noruega       | 15:05.19 |       |
| 8                 | 8    | Aleksandr Egorov     | Rússia        | 15:10.43 |       |

Legenda
| Recorde mundial       | Recorde mundial (World record)               |                       | Recorde africano                      | Recorde africano (African) |                                           | Q | Classificado por posição (Qualified) |
| Recorde do campeonato | Recorde do campeonato (Championship record)  | Recorde da América    | Recorde da América (Americas)         | q                          | Classificado por melhor tempo (Qualified) |   |                                      |
| Melhor marca do ano   | Melhor marca do ano (World leading)          | Recorde asiático      | Recorde asiático (Asian)              | DNS                        | Não largou (Did not start)                |   |                                      |
| Recorde nacional      | Recorde nacional (National record)           | Recorde europeu       | Recorde europeu (European)            | DNF                        | Não terminou (Did not finish)             |   |                                      |
| Recorde pessoal       | Recorde pessoal do atleta (Personal best)    | Recorde da Oceania    | Recorde da Oceania (Oceania)          | DSQ / DQ                   | Desclassificado (Disqualified)            |   |                                      |
| Recorde da temporada  | Recorde da temporada do atleta (Season best) | Recorde sul-americano | Recorde sul-americano (South America) | NM                         | Sem marca (No mark)                       |   |                                      |